# رونالد کولمن

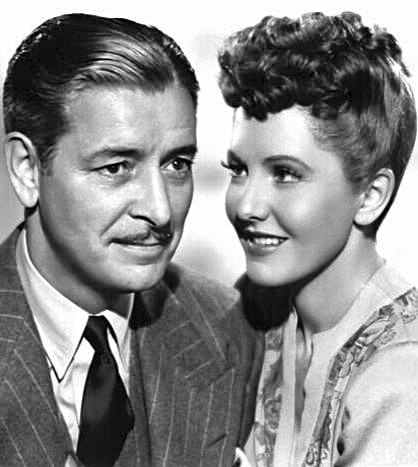
رونالد کولمن و جین آرتور

رونالد چارلز کولمن (انگلیسی: Ronald Charles Colman؛ زاده ۹ فوریهٔ ۱۸۹۱ – درگذشته ۱۹ مه ۱۹۵۸) هنرپیشه اهل بریتانیا بود.

## فیلم‌شناسی
- بادبزن خانم ویندیرمیر (۱۹۲۵)
- بو ژست (۱۹۲۶)
- عملیات نجات (۱۹۲۹)
- محکوم (۱۹۲۹)
- بولداگ درومند (۱۹۲۹)
- ارواسمیت (۱۹۳۱)
- داستان دو شهر (۱۹۳۵)
- کلایو هند (۱۹۳۵)
- افق گمشده (۱۹۳۷)
- برداشت محصول تصادفی (۱۹۴۲)
- مرد دوچهره (۱۹۴۷)

## جوایز
- جایزه اسکار بهترین بازیگر نقش اول مرد بخاطر فیلم مرد دوچهره (۱۹۴۷)
- جایزه گلدن گلوب بهترین بازیگر مرد فیلم درام در پنجمین دوره بخاطر فیلم مرد دوچهره (۱۹۴۷)